# 臨界
一個核子反應爐達到臨界系指其消耗的中子數等於核分裂產生的中子數，因此有足夠的中子繼續核分裂反應形成核連鎖反應，核反應是自我維持的 -- 也就是說，當反應率等于零時。在超臨界狀態下，反應率大於零。
如果消耗的中子數大於核分裂產生的中子數，稱「次臨界」或「亞臨界」。在此狀況之下沒有因為中子數隨核分裂反應變少，所以不會形成鏈反應。如果消耗的中子數小於核分裂產生的中子數，叫「超臨界」。在此狀況之下因為中子數隨核分裂反應變多，核反應愈演愈烈，是原子彈的爆炸原理。

## 數學式
{\displaystyle k={\frac {a}{b}}}。
式中a表示「核分裂反應產生的中子數」，b表示「核分裂反應消耗的中子數」。
| 超臨界 | k>1 |
| 臨界   | k=1 |
| 次臨界 | k<1 |

## 應用
国际原子能机构 (IAEA)將第一次臨界日期定義為核反應堆首次達到臨界狀態的日期。  這是核电厂建設和投產過程中的一個重要里程碑。

## 参阅
- 临界事故
- 臨界質量